# Osman Akyol
Osman Akyol est un footballeur turc a la retraite né le 1er septembre 1969 à Trabzon.

## Palmarès
Néant.

## Statistiques détaillées
Dernière mise à jour le 09/06/2010.
| Saison    | Club               | TOTAL  | TOTAL | Championnat | Championnat | Championnat | Coupe d'Europe | Coupe d'Europe | Coupe d'Europe | Coupes Nationales | Coupes Nationales |
| Saison    | Club               | Matchs | Buts  | Division    | Matchs      | Buts        | Type           | Matchs         | Buts           |                   |                   |
| Saison    | Club               | Matchs | Buts  | Division    | Matchs      | Buts        | Type           | Matchs         | Buts           | Matchs            | Buts              |
| --------- | ------------------ | ------ | ----- | ----------- | ----------- | ----------- | -------------- | -------------- | -------------- | ----------------- | ----------------- |
| 1990-1991 | Samsunspor         | 38     | 0     | 2. Lig      | 32          | -           | -              | -              | -              | 6                 | -                 |
| 1991-1992 | Samsunspor         | 27     | 0     | Süperlig    | 25          | -           | -              | -              | -              | 2                 | -                 |
| 1992-1993 | Samsunspor         | 33     | 3     | Lig B       | 31          | 3           | -              | -              | -              | 2                 | -                 |
| 1993-1994 | Samsunspor         | 24     | 5     | Süperlig    | 22          | 4           | -              | -              | -              | 2                 | 1                 |
| 1994-1995 | Galatasaray SK     | 9      | 0     | Süperlig    | 8           | -           | C1             | ?              | ?              | 1                 | -                 |
| 1995-1996 | Antalyaspor (Prêt) | 32     | 1     | Süperlig    | 30          | 1           | -              | -              | -              | 2                 | -                 |
| 1996-1997 | Antalyaspor        | 22     | 4     | Süperlig    | 21          | 4           | -              | -              | -              | 1                 | -                 |
| 1997-1998 | Antalyaspor        | 29     | 2     | Süperlig    | 28          | 2           | -              | -              | -              | 1                 | -                 |
| 1998-1999 | Konyaspor          | 20     | 2     | Lig B       | 20          | 2           | -              | -              | -              | -                 | -                 |
| 1999-2000 |                    | 0      | 0     |             | -           | -           | -              | -              | -              | -                 | -                 |
| 2000-2001 | Konyaspor          | 10     | 0     | 2. Lig      | 10          | -           | -              | -              | -              | -                 | -                 |
| 1990-2001 | TOTAL              | 244    | 17    | -           | 227         | 16          | -              | 0              | 0              | 17                | 1                 |